# Erythrolamprus cobella
Erythrolamprus cobella är en ormart som beskrevs av Carl von Linné 1758. Erythrolamprus cobella ingår i släktet Erythrolamprus och familjen snokar. Inga underarter finns listade i Catalogue of Life.
Arten förekommer i nordöstra Brasilien, i regionen Guyana och i nordöstra Venezuela. Erythrolamprus cobella hittas även på Trinidad och Tobago. Den vistas nära havet i mangrove. Den besöker även odlingsmark när det finns diken med vatten. Individerna vilar i växtligheten intill vattenansamlingar. De äter främst fiskar. Honor lägger ägg.
Hela beståndet är inte hotad. Populationen på västra Trinidad försvann på grund av att salthalten i vattnet ökade. IUCN listar arten som livskraftig (LC).